# Southern Combination Football League
A Southern Combination Football League Délkelet-Anglia fél-profi és amatőr labdarúgó együtteseinek részére létrehozott ligája. Az angol labdarúgás kilencedik, tizedik, illetve tizenegyedik szintjén szerepel.
Legfelsőbb osztálya a Premier Division, amely alatt a tizedik osztályt képviselő, Division One, valamint a tizenegyedik osztályt képviselő, Division Two helyezkedik el.

## Története
A szervezet 1920-ban jött létre Sussex County Football League néven, East Sussex, Surrey és West Sussex megyéinek együttesei révén. 2015-ben a liga felvette a Southern Combination Football League nevet.

## A bajnokság rendszere

A Southern Combination League sötétkék színnel jelölve

Mindegyik részt vevő két alkalommal mérkőzik meg ellenfelével.
A győztes 3 ponttal lesz gazdagabb, döntetlen esetén 1 pontot kap mindkét csapat, a vereségért nem jár pont.
Premier Division: 
A bajnokság első helyezettje a következő évben a Isthmian League D1 South bajnokságában vehet részt.
Az utolsó három helyezett a másodosztály (Division One) sorozatában folytathatja.
Division One:
Az első két helyezett automatikus résztvevője lesz az SCL első osztályának (Premier Division), míg a harmadik szintre (Division Two) csak egy visszalépés esetén kerülhetnek csapatok.
Division Two:
Az első két helyezett feljut a másodosztályba (Division One), az utolsó helyezett pedig a regionális tizenkettedik osztályba esik vissza.

## A liga korábbi elnevezései
Sussex County Football League
- 1920–1945:  Sussex County Football League
- 1945–1946:  Eastern,  Western
- 1946–1952:  Sussex County Football League
- 1952–1983:  Division One,  Division Two
- 1983–2015:  Division One,  Division Two,  Division Three

Southern Combination Football League
- 2015–napjainkig:  Premier Division,  Division One,  Division Two

## Külső hivatkozások
- Southern Combination League
- RSSSF